# Bayerbeteckning
Bayerbeteckning är en beteckning på stjärnor, där varje specifik stjärna identifieras av en grekisk bokstav följt av den genitiva formen av det latinska namnet på dess stjärnbild. Den ursprungliga listan över Bayerbeteckningar innehöll 1 564 stjärnor.
De flesta av de ljusa stjärnorna fick sina första vetenskapliga namn av den tyske astronomen Johann Bayer under det tidiga 1600-talet i hans stjärnatlas Uranometria. Bayer tilldelade en gemen grekisk bokstav, till exempel alfa (α), beta (β), gamma (γ) och så vidare, ofta i fallande ljusstyrka, för varje stjärna han katalogiserade. Sedan lade han till det latinska namnet av den stjärnbild stjärnan tillhörde i dess genitiva form för att indikera att stjärnan exklusivt tillhörde denna stjärnbild.

## Exempel
Bayer gav exempelvis den grekiska bokstaven α till en specifik stjärna i Oxen (stjärnan Aldebaran) och lade till bokstaven namnet Tauri, vilket är genitivformen av det latinska namnet på Oxen, Taurus, för att ange att stjärnan exklusivt tillhör Oxens stjärnbild. Stjärnans vetenskapliga beteckning blev då α Tauri, vilket betyder "Alfa av Taurus" eller "Alfa av Oxen".
En enskild stjärnbild kan innehålla över 50 stjärnor, men det finns bara 24 bokstäver i det grekiska alfabetet. Därför började Bayer använda gemena latinska bokstäver när de grekiska var slut. Till exempel tilldelade Bayer en stjärna i stjärnbilden Kölen namnet s Carinae, och en annan stjärna i stjärnbilden Kentauren fick namnet d Centauri, för att indikera "s av Kölen" respektive "d av Kentauren". I stjärnbilder med väldigt många stjärnor räcker inte heller de gemena latinska bokstäverna till och Bayer började använda versaler. Till exempel gav han en stjärna i Skorpionen namnet G Scorpii ("G av Skorpionen") och en stjärna i Seglet (HD 82668), N Velorum ("N av Seglet").

### Bayerbeteckningar i Orion
| Bayer- beteckning | Uttalat         | Skenbar magnitud | Vanligt namn |
| ----------------- | --------------- | ---------------- | ------------ |
| α Ori             | Alfa Orionis    | 0,45             | Betelgeuse   |
| β Ori             | Beta Orionis    | 0,18             | Rigel        |
| γ Ori             | Gamma Orionis   | 1,64             | Bellatrix    |
| δ Ori             | Delta Orionis   | 2,23             | Mintaka      |
| ε Ori             | Epsilon Orionis | 1,69             | Alnilam      |
| ζ Ori             | Zeta Orionis    | 1,70             | Alnitak      |

Stjärnbilden Orion är ett bra exempel på Bayer-metoden. Bayer tilldelade först de två stjärnorna av första magnituden (kom ihåg att ju lägre värdet på magnituden är desto ljusare är stjärnan), Betelgeuse och Rigel beteckningarna Alfa och Beta, men Betelgeuse (skuldran) före Rigel (foten), trots att den senare är ljusare. Han upprepade sedan proceduren för stjärnor av andra magnituden, som kan ses i kartan, och i tabellen följde Bayer åter systemet att börja från toppen och gå neråt.
Orions bälte består av de tre ljusa stjärnorna Delta Ori, Epsilon Ori och Zeta Ori, men den ljusaste stjärnan i bältet är inte Delta utan Epsilon. Istället fick stjärnorna i Orions bälte namnet efter ordningen de stiger upp på himlen i öster, först Delta (δ), sedan mittenstjärnan Epsilon (ε) och till sist Zeta (ζ)

## Olika arrangemang av Bayerbeteckningar
Ordningen "Först att gå upp i öster" används i ett antal fall. Castor och Pollux av Tvillingarna kan vara ett exempel på detta: Pollux är ljusare än Castor, men den senare stiger tidigare och tilldelades därmed alfa. I det här fallet kan Bayer också ha påverkats av den traditionella ordningen av de mytologiska namnen "Castor och Pollux". Castor anges i allmänhet först när tvillingarna omtalas.
Även om den ljusaste stjärnan i Draken är Eltanin (Gamma Draconis), tilldelades Thuban alfa(α) av Bayer, eftersom Thuban var precession av Polstjärnan för 4 000 år sedan.Ibland finns det ingen tydlig ordning, vilket exemplifieras av stjärnorna i Skytten, där Bayers beteckningar verkar nästan slumpmässiga för det moderna ögat. Alfa och Beta Sagittarii är kanske de mest anomalöst betecknade stjärnorna på himlen. De är mer än två magnituder svagare än den ljusaste stjärnan (betecknad Epsilon), de ligger flera grader söder om huvudmönstret (asterismen "tekannan"), de är mer än 20 grader från ekliptikan i en zodiakal konstellation, och de är inte ens synliga från Bayers inhemska Tyskland (medan Epsilon och flera andra ljusare stjärnor är detta). Ordningen på de bokstäver som tilldelats i Skytten motsvarar magnituderna som illustreras i Bayers diagram, men stämmer inte överens med moderna bestämningar av magnituderna.
Bayerbeteckningar som tilldelats av senare astronomer bestämdes generellt av magnituden, men har vanligtvis undvikit konflikter med beteckningar som redan tilldelats. I Vågen valdes till exempel de nya beteckningarna sigma, tau och upsilon för att undvika konflikter med Bayers tidigare beteckningar, även om flera stjärnor med tidigare bokstäver inte är lika ljusa.
Även om Bayer inte använde latinska bokstäver i storleksordningen (utom A) för "fasta stjärnor", använde han dem för att märka andra saker som visas på hans diagram, till exempel närliggande konstellationer, "temporära stjärnor", diverse astronomiska objekt eller referenslinjer som Kräftans vändkrets. I Svanen benämner Bayer fasta stjärnor till och med g, och i detta diagram använder Bayer H till P som diverse etiketter, mestadels för närliggande konstellationer. Bayer avser inte sådan märkning som katalogbeteckningar, men vissa har överlevt för att hänvisa till astronomiska objekt: P Cygni till exempel används fortfarande som beteckning för Nova Cyg 1600. Tychos stjärna (SN 1572), en annan "tillfällig stjärna", framträder som B Cassiopeiae. I kartor över stjärnbilder som inte uttömde de grekiska bokstäverna, använde Bayer ibland också de överblivna grekiska bokstäverna för diverse etiketter.